# Edi Ponoš
Edi Ponoš (ur. 10 kwietnia 1976) – chorwacki lekkoatleta specjalizujący się w rzucie oszczepem.
W roku 2001 zdobył brązowy medal igrzysk śródziemnomorskich uzyskując wynik 76,12. Uczestnik igrzysk olimpijskich w Atenach (2004) - z wynikiem 71,43 nie udało mu się zakwalifikować do finału. Reprezentant kraju w pucharze Europy oraz zimowym pucharze w rzutach. Mistrz Chorwacji w 2001, 2002, 2003, 2004 oraz w 2006. Rekord życiowy: 77,95 (26 czerwca 2004, Lublana).